# Jatisrono (plaats)
Jatisrono is een bestuurslaag in het regentschap Wonogiri van de provincie Midden-Java, Indonesië. Jatisrono telt 4008 inwoners (volkstelling 2010).